# 席尔瓦-雅尔丁
席尔瓦-雅尔丁是巴西里约热内卢州的一个市镇。总面积938.336平方公里，总人口22230人，人口密度23.7人/平方公里。